# Fatubuti (Fahiria)
Fatubuti ist eine osttimoresische Aldeia im Suco Fahiria (Verwaltungsamt Aileu, Gemeinde Aileu). 2015 lebten in der Aldeia 212 Menschen.

## Geographie
Fatubuti liegt im Norden des Sucos Fahiria. Nördlich befindet sich die Aldeia Daulala, südlich die Aldeia Manulete. Im Westen befindet sich der Suco Saboria und im Osten der Suco Fahisoi (Verwaltungsamt Lequidoe). Fatubuti hat auf der Landkarte die Form einer Sanduhr. Norden und Süden der Aldeia sind nur durch einen etwa 500 Meter breiten Korridor miteinander verbunden. Größere Siedlungen fehlen in der Aldeia.

## Politik
2023 wurde Lucas Faria zum Chefe de Aldeia gewählt.